# Distrito de Rondos
El distrito peruano de Rondos es uno de los siete que conforman la provincia de Lauricocha, está ubicada en el departamento de Huánuco, bajo la administración del Gobierno regional de Huánuco, Perú. Limita por el norte con el Distrito de La Unión (provincia Dos de Mayo); por el noreste con los distritos de Obas y Chacabamba (provincia de Yarowilca); por el sur con el Distrito de Baños; por el este con los distritos de San Francisco de Asís y Jivia; y por el oeste con el Distrito de Huallanca (provincia de Bolognesi, Áncash).
Desde el punto de vista jerárquico de la Iglesia católica forma parte de la diócesis de Huánuco, sufragánea de la arquidiócesis de Huancayo. Uno de los distritos con más pobladores de la provincia de Lauricocha.

## Toponimia
La palabra Rondos es una fonemización del vocablo quechua runtu, que en español significa granizo y también huevo de ave. Indistintamente se dice runto(mestizos) o runtu (oriundos), que además tiene la acepción de cosa dura. Varios pueblos poseen el nombre de Rondos, tales como San Antonio de Rondos (provincia de Huánuco), Rondos (distrito de M. Dámaso Beraún), Rondos (distrito Monzón) y otros.[cita requerida]
En 1562, Ortiz de Zúñiga, visitó el pueblo de «Rondos, del Repartimiento de los Chupachos». En la Relación del Virrey  Enríquez aparece San Antonio de Rondos, del Repartimiento de Ancas y Yacas. Entre los pueblos nombrados por el Arzobispo Toribio de Mogrovejo, en 1586 y 1596, figura «Santiago de Zontos» (Huánuco).[cita requerida]

## Historia
El distrito de Rondos fue creado el 27 de diciembre de 1932, mediante ley n.º 7665, promulgado siendo Presidente Luis Miguel Sánchez Cerro. Por Ley N.º 26458 de 31 de mayo de 1995, se desintegró de la provincia de Dos de Mayo e incorporárdonse a la provincia de Lauricocha.

## Capital

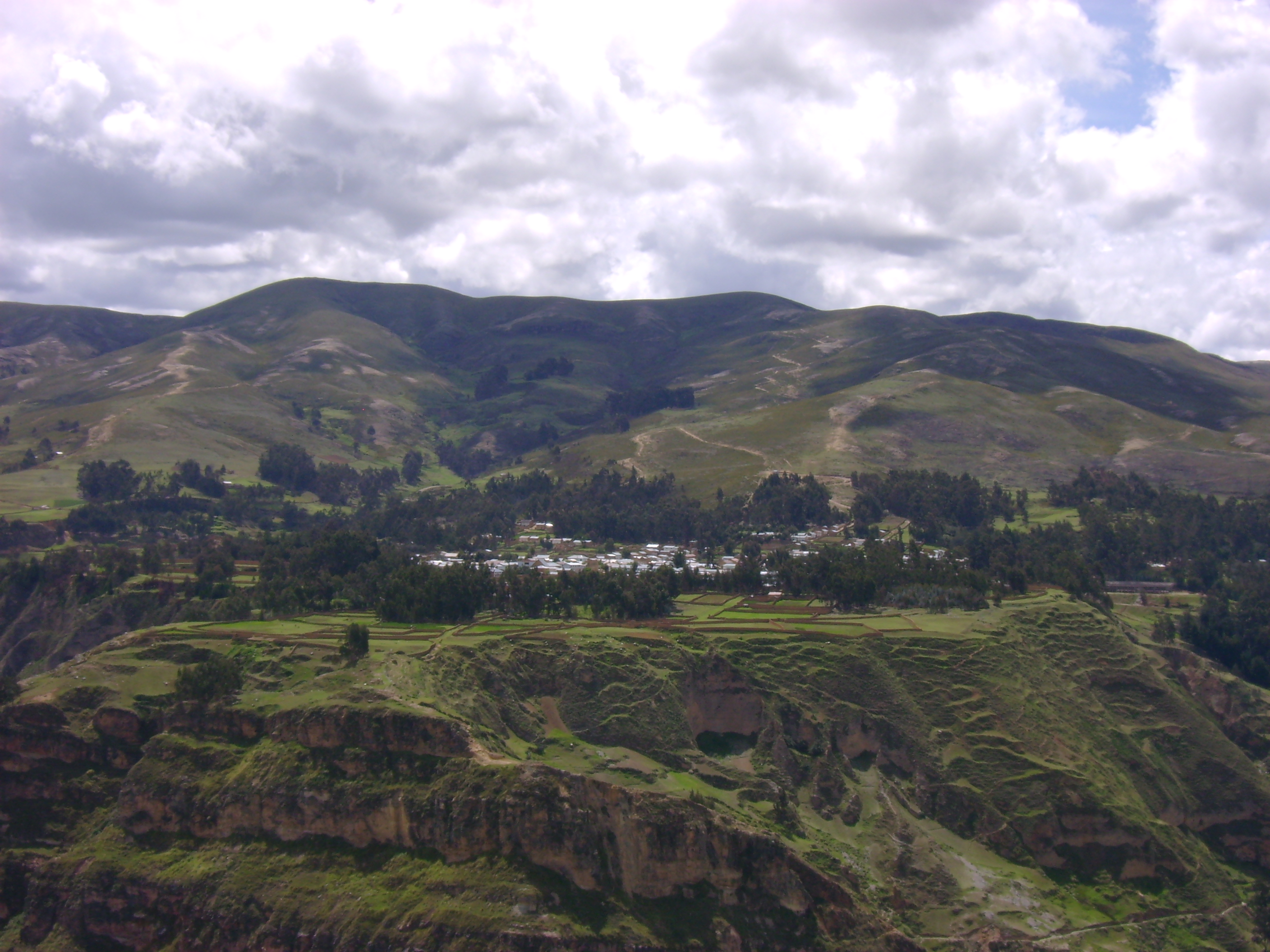
Vista de la meseta y el núcleo urbano de Rondos, capital del distrito homónimo, desde la parte alta de la ciudad de Huarín.

Su capital es el pueblo de Rondos, núcleo urbano del distrito, se ubica a 3 566 m s. n. m., en las faldas del cerro homónimo y sobre la margen izquierda del río Marañón, una hermosa meseta única en su género en la Región, cuenta con calles y avenidas perfectamente delineadas, zonas de esparcimiento como el estadio de fútbol, la plaza de toros, losas multideportivas, mercado de comercialización.

## Geografía

### Ubicación
Enclavado en la parte norte y noroeste de la provincia de Lauricocha. Está a 9°58′50″ de latitud sur y 76°41′10″ de longitud oeste, de acuerdo con el meridiano de Greenwich.
Limita, por el norte, con los distritos de Chacabamba y La Unión; por el sur, con los distritos de Baños y Jivia; por el este, con el distrito de San Francisco de Asís (cap. Huarín); por el oeste, con el distrito de La Unión.
Abarca 328.48 km² (32.903,04 ha). El «UBIGEO» del distrito es el N.º (101005).
Centros Poblados de importancia; al sur Pilcocancha, al noreste Cosma, al suroeste Huacarcocha, al norte Iscopampa, al noroeste Seccha y al noreste Wariwayin.

### Relieve
La prominencia del distrito es abrupto y scholle; porque alterna con angosturas, mesetas, colinas, derrames y elevaciones.

### Hidrografía

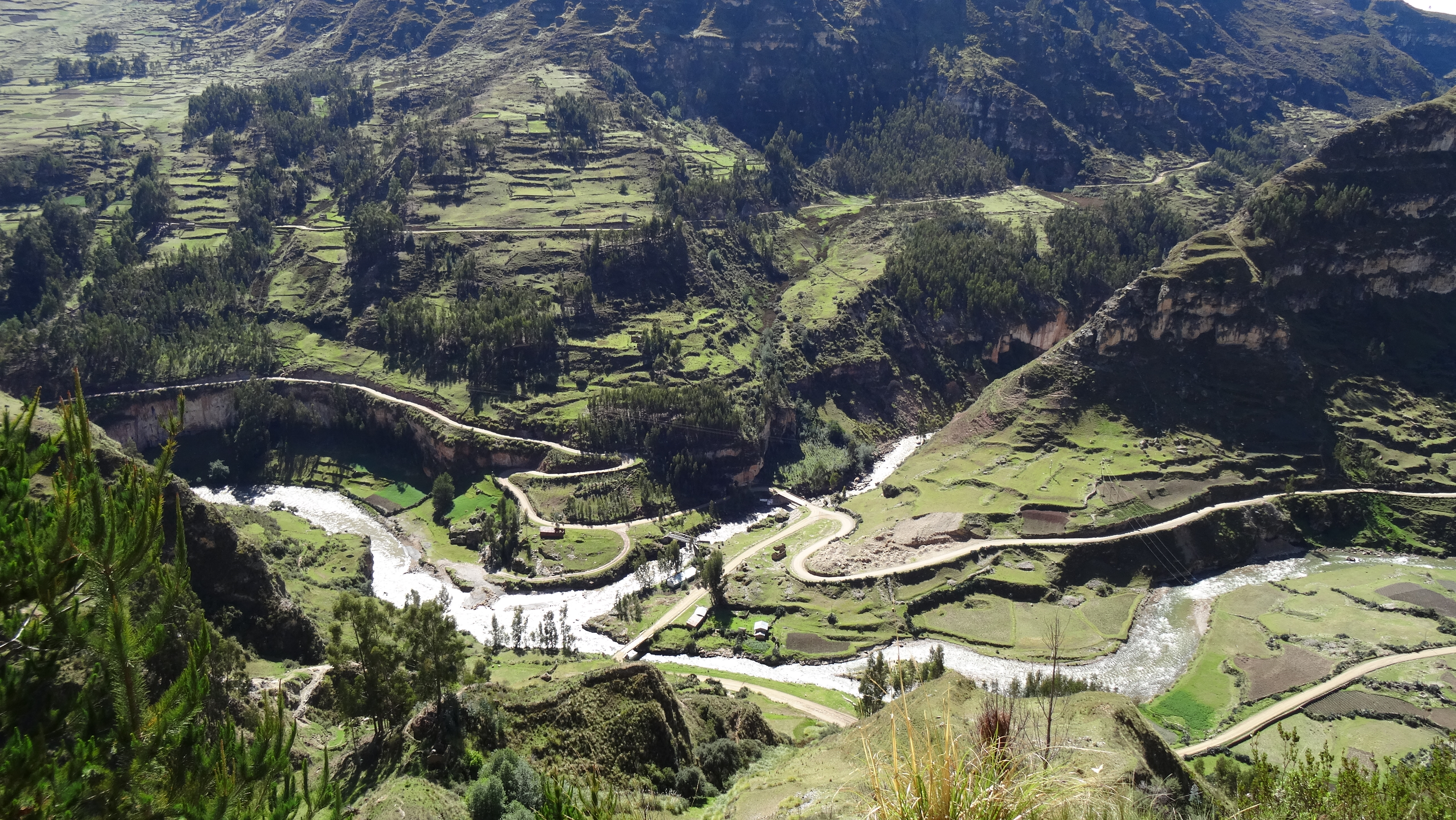
En sentido antihorario el río Nupe y el río Lauricocha formando el río Marañón, visto desde la periferia sureste de la meseta de Rondos.

Los ríos principales son el Nupe y el Marañón, este último nace al pie de la meseta de Rondos cuando el primero se une al río Lauricocha que llega del sureste. Entre sus principales lagunas tenemos Utcucocha y Tuctococha.

### Clima
De acuerdo a la zona de vida del distrito, predomina el bosque muy húmedo-Montano Tropical (bmh-MT), por esta causa el clima es semitemplado seco y frío. Cuenta con diversidades de clima durante el año siendo frío, templado seco y varían de acuerdo al nivel donde se ubican los pueblos o caseríos y también de acuerdo a las estaciones.

## Atractivos turísticos
Se destacan las rimbombantes y valiosas lagunas de Utcucocha y Tuctococha. Igualmente, lugares arqueológicos de Torga, Chancos, Ganguish; Bosque de Piedra «Las Pirámides de Atavilca»; trazas del Camino Real de los Incas; el sobrenatural Siete Morteros ; vestigios arqueológicos de Telar Machay; el Campanario Colonial y el Templo Chico de Rondos. 
- Lagunas de Lacsha grande, asimismo al pie del poblado de Rondos se junta los ríos Nupe y Lauricocha formando al río Marañón, ruinas como Torga, Chancos y otros los cerros más memoriales son Atawilca donde puedas avistar bosques de piedra como es la famosa piedra tortuga y desde las cumbres de Cerro San Cristóbal puedes avistar los pueblos aledaños a Rondos, así como a la Cordillera de los Andes en donde se encuentran el gran nevado Yerupajá y el Jirishanca, en la Plaza de Armas de Rondos existe una obra de Arquitectura como es el torre o campanario.

- Sitio arqueológico de Chancos, en el Centro Poblado de Cosma, las ruinas de Torga, Por el territorio del Distrito recorre el famoso Qhapaq Ñan o camino del inca cubriendo la ruta de Huánuco el Viejo a los Baños Termales de Conog. Declarado patrimonio cultural de la nación por INC.[3]

- Sitio arqueológico de Torga, Declarado patrimonio cultural de la nación por INC[3]

### Folclore
Inca Danza, Pallas, Ruco, Huayno, Huancas.

### Fiestas
Señor de Mayo (3 de mayo); Carnavales (febrero); San Juan (24 de junio); Santiago-Fiesta Patronal (25 de julio); Fiestas Patrias (28 de julio); Pallas F.P. (15 de agosto); Aniversario de la Creación Política.

## Autoridades

### Municipales
- 2019 - 2022[4]
  - Alcalde: Ronal Albornoz Anaya, de Avanzada Regional Independiente Unidos por Huánuco.
  - Regidores:

  1. Teodoro Hilario Soto (Avanzada Regional Independiente Unidos por Huánuco)
  2. Victor Miguel Juipa Peña (Avanzada Regional Independiente Unidos por Huánuco)
  3. Edith Ana Soto Alvarado (Avanzada Regional Independiente Unidos por Huánuco)
  4. Nibardo Solio Santamaria Juipa (Avanzada Regional Independiente Unidos por Huánuco)
  5. Marcos Niceforo Alvarado Mallqui (Alianza para el Progreso)

Alcaldes anteriores
- 2015 - 2018: Lic. Cayo Garay Espinoza
- 2011 - 2014:[5] Luis Alberto Juipa Peña, del Movimiento Auténtico Regional (MAR).
- 2007-2010: Wilmer Max Aranciaga Campos.
- 2003 - 2006: Alex Soto Pérez
- 1995 - 1999: Francisco Soto Anaya y Lincoln Acosta Santamaría
- 1984 - 1986: Prof. Guzmán Albornoz Dueñas

### Policiales
- Comisario:  PNP.

## Distancias y accesos
Cuenta con accesos de transporte terrestre siendo:
- Desde Lima, Pativilca, Conococha, Huanzala, Huallanca, La Unión, Huánuco viejo, Iscopampa y Rondos aproximadamente 475 km, tramo asfaltado hasta el Distrito de La Unión.

- El otro desde Lima, Huánuco, Rondos con un aproximado de 530 km.

- Y un tercero Lima, Churin, Oyon, Raura pasando por las laguna de Lauricocha, Baños y Rondos.

## Fiestas costumbristas y tradicionales
Entre estas se encuentran: 
- Semana Santa;[6]
- La más importante es la Festividad del Apóstol Santiago "Patrono de Rondos" del 23 al 26 de julio y posteriormente, desde el 27 hasta el 31 de julio;
- Fiestas Patrias, con corrida de toros.

Lo mismo sucede en cada caserío, sus fiestas patronales son: San Pedro, San Juan de Puquio, Iscopampa, Vista Alegre, Cosma.

## Deportes
Además del fútbol, destaca la práctica de caminatas por los poblados aledaños, montañas y quebradas circundantes, así como también el famosísimo motocross.

## Galería
- Wikimedia Commons alberga una categoría multimedia sobre Distrito de Rondos.